# Multi-Monitor
Der Begriff Multi-Monitor, auch Multi-Head als Kurzform von multi-head computer, multi-screen computer (Mehrschirmrechner),  multi-display computer oder multi-monitor computer, bezeichnet einen Rechner, der statt über einen Bildschirm über zwei (Doppelschirmrechner/dual-head computer) oder mehr Bildschirme verfügt. Multi-Head kann auch die Visualisierung über mehrere Videoprojektoren, Fernsehgeräte oder andere Anzeigegeräte wie zum Beispiel ein interaktives Whiteboard einschließen. In jedem Fall wird eine Multi-Head-fähige Grafikkarte mit mehreren Videoausgängen oder mehrere Grafikkarten in dem Computer benötigt.

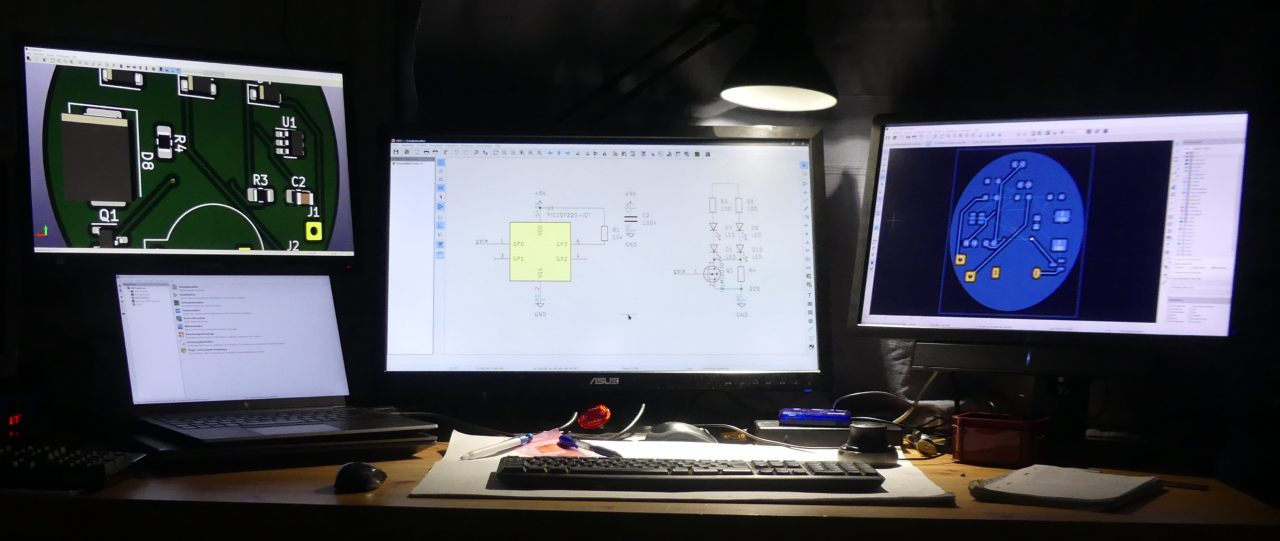
Multi-Monitor beim Arbeiten mit einem EDA-System. Mitte: Schaltplan, rechts: 2D-Darstellung der PCB, links-oben: 3D-Darstellung, links-unten: Menü der Anwendung.

## Betriebsarten
Diese Technologie kann auf verschiedene Arten eingesetzt werden. Die Arbeitsfläche kann um einen oder mehrere Bildschirme, welche jeweils einen Ausschnitt der Fläche anzeigen, zu einer zusammenhängenden, virtuellen Arbeitsfläche vergrößert werden (Erweitern/Span/Expand), auf den Bildschirmen werden unterschiedliche, unabhängige Ausgaben angezeigt oder dasselbe Bild wird mehrfach angezeigt (Duplizieren/Clone), zum Beispiel bei Präsentationen in getrennten Räumen.

### Bereichserweiterung
Es besteht die Möglichkeit, mehrere Bildschirme zu einem vertikalen oder horizontalen Bereich zusammenzufassen, wobei die Bildschirme mit derselben Auflösung angesprochen werden. Für die Software inkl. des Betriebssystems sieht es so aus, als gäbe es nur einen einzigen Bildschirm. Vorteil ist die daraus resultierende Performance, Nachteil jedoch, dass Bildschirme in der Regel breite Gehäuserahmen haben, die sich beim Maximieren eines Programms in dessen Mitte befinden. Diese Anzeigeart ist somit vor allem für rahmenlose Anzeigen mit identischer Größe und Auflösung interessant oder wenn die Unterteilung der Bildschirme softwareseitig möglich ist.

### Desktoperweiterung

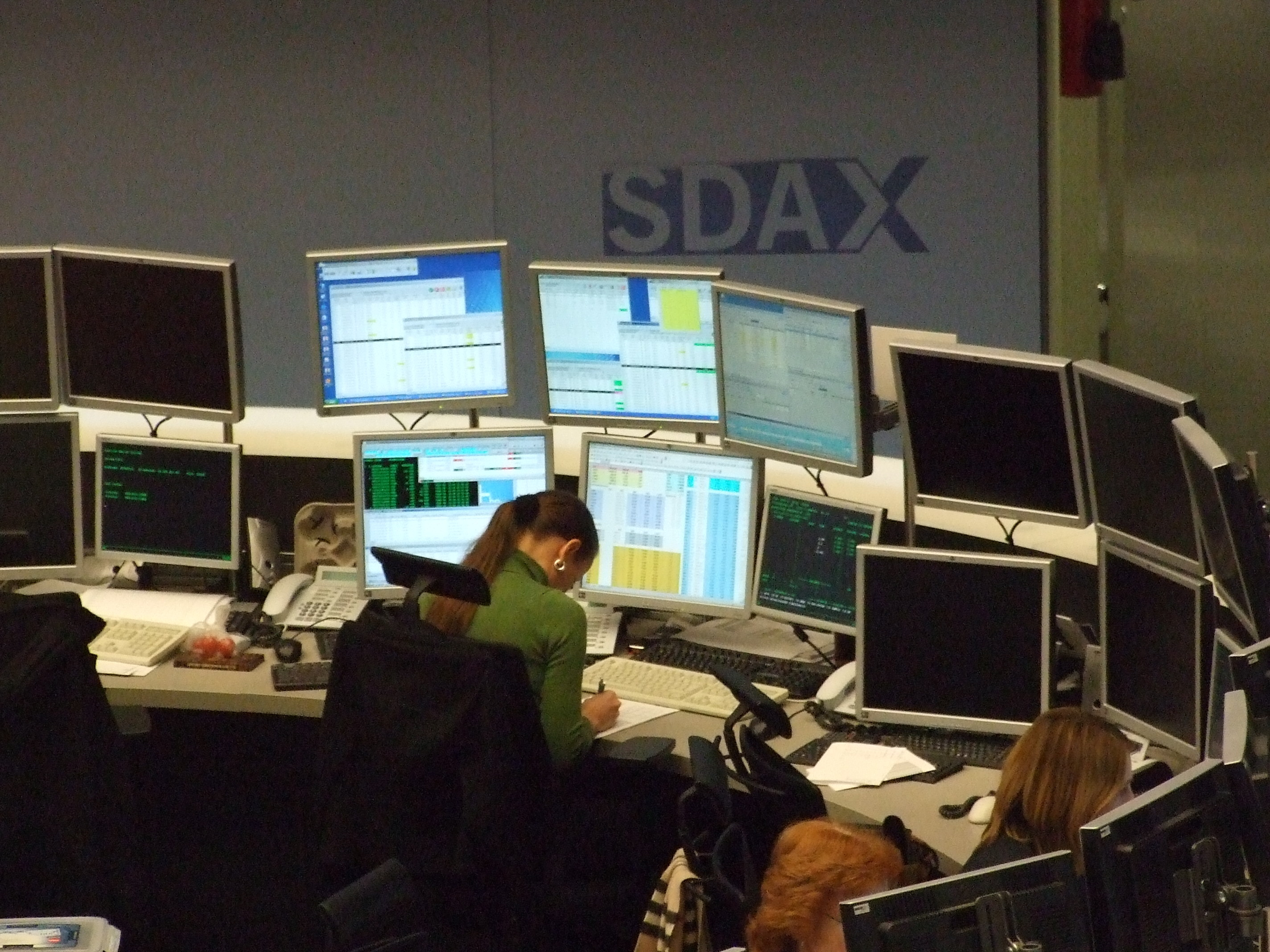
Multi-Monitor im Einsatz an einem Parkettarbeitsplatz an der Frankfurter Börse

Unter Windows ist die Möglichkeit, die Arbeitsfläche durch mehrere parallel angeschlossene Monitore zu erweitern, seit Windows 98 gegeben. Auch Unix-Derivate bieten unter dem Namen Xinerama in Verbindung mit dem X-Window-System diese Möglichkeit, wobei spezielle X-Server-Erweiterungen wie Chromium sogar eine verteilte OpenGL-3D-Beschleunigung ermöglichen. Bei Linux ist die Funktion seit xfree86 Version 4 implementiert.
Verbreitet ist diese Konfiguration oftmals bei Grafikern und Programmierern, um die Drag-and-drop-Funktionalität des Betriebssystems auszunutzen. Aber auch in Bereichen wie CAD-Zeichnen, Börse, Flugsicherung, Medizin oder Naturwissenschaft werden sehr häufig mehr als nur ein Monitor zur getrennten, übersichtlichen Darstellung der Daten verwendet.
Üblicherweise hat man auf einem Schirm ein Anwendungsprogramm und auf dem zweiten Monitor ein Dateiverzeichnis oder einen Bildbrowser, über welche man Dokumente oder auch Textfragmente in die Anwendung zieht. Ein Wechsel zwischen den sich überlagernden Fenstern entfällt und beschleunigt so das parallele Arbeiten mit mehreren Programmen. Vor allem für Screen- bzw. Webdesigner ist die Flächenaufteilung von zwei kleineren Monitoren oftmals sehr viel günstiger als die von einem sehr großen Monitor. Darüber hinaus bieten zwei oder mehr Monitore für Webdesigner die Möglichkeit eines einfachen Farb-Proofs: Die Monitore werden mit unterschiedlichen Kontrast- und Helligkeitswerten eingestellt, um die Darstellung auf verschiedenen, meist nicht kalibrierten Endgeräten zu überprüfen.
Bei vielen Programmen lassen sich die Werkzeugpaletten aus dem Hauptfenster auf den zweiten Monitor auslagern, was eine übersichtlichere Darstellung und Vergrößerung des eigentlichen Arbeitsbereichs ermöglicht. Die Nutzung gestaltet sich also wie bei einem Monitor, der in zwei Monitore unterteilt wurde. Mit dem X-Window-System ist es zudem möglich, auch mehrere Desktops parallel für jeden Monitor zu betreiben. So lässt sich bspw. der Arbeitsbereich des einen Monitors aufgabenspezifisch komplett anpassen, ohne dabei systemweite Änderungen zu bewirken.
Anders als bei der Bereichserweiterung ist der Software das Vorhandensein mehrerer Bildschirme bekannt. Einer von ihnen ist der Hauptbildschirm die meisten Programme werden zunächst dort oder auf dem Bildschirm mit dem Mauszeiger gestartet. Maximiert man Programme, werden diese nur auf dem Bildschirm maximiert, auf dem sie sich gerade befinden. Nicht maximierte Programme können sich über mehrere Bildschirme erstrecken. In dem Fall ist die Verwendung von Bildschirmen gleicher Pixeldichten wünschenswert. Da sich Fenster meist aber nur auf einem Bildschirm befinden, können für die Desktoperweiterung aber auch problemlos unterschiedliche Bildschirme gemischt werden.
Nvidia nannte die Desktoperweiterung DualView, unter Windows XP wird sie als Anfügen bezeichnet.

### Mehrschirmbetrieb
Im Gegensatz zur Erweiterung des Desktops um weitere Bildschirme ist es möglich, auf mehreren Bildschirmen wahlweise die identische oder unterschiedliche Ausgaben zu zeigen. Hierbei wird entweder der Inhalt des (Haupt-)Desktops repliziert, das heißt unverändert auf allen anderen Bildschirmen angezeigt, oder es wird etwas anderes dargestellt. Letzterer Modus ist insbesondere für Präsentationen interessant: Auf dem Hauptschirm (z. B. dem Laptopmonitor) kann der Redner die Präsentation einschließlich der angelegten Kommentare sehen, während auf der – nur für den Zuschauer sichtbaren – Videoprojektion nur die unkommentierten Präsentationsfolien sichtbar sind.
Die einfachste Möglichkeit zum Anschluss mehrerer Monitore sind Multi-Head-Grafikkarten. Während Karten für bis zu vier Monitore heute Standard sind, sind im höheren Preissegment einzelne Grafikkarten für bis zu 16 Monitore erhältlich. AMD nennt die mit der HD-5000-Serie eingeführte Funktion, mehr Bildschirme (je nach Modell maximal drei bis sechs) anzusteuern, Eyefinity. Zwei davon können einen beliebigen Anschluss oder Adapter verwenden, alle weiteren müssen über DisplayPort oder einen aktiven Adapter (auch Active-Mode- oder Eyefinity-Adapter genannt) angeschlossen werden.
Es lassen sich prinzipiell auch mehrere Standard-Grafikkarten in einem PC betreiben, wodurch problemlos auch mehr als zwei Monitore an einem Computer betrieben werden können. Grundsätzlich ist bei all diesen Lösungen mit Einschränkungen in Bezug auf die 3D-Funktionen zu rechnen.
Eine Alternative zum Anschluss weiterer Monitore an einen Rechner sind Multi-Monitor-Programme. Diese ermöglichen die Verwendung eines Notebooks oder Tablet-PCs um den Bildschirm des Haupt-PCs zu erweitern.